# Shrub Oak
Shrub Oak – jednostka osadnicza w Stanach Zjednoczonych, w stanie Nowy Jork, w hrabstwie Westchester.